# Ágios Vartholomaíos
Ágios Vartholomaíos (Agios Vartholomaios) är en ort i Grekland.   Den ligger i prefekturen Nomós Florínis och regionen Västra Makedonien, i den norra delen av landet, 400 km nordväst om huvudstaden Aten. Ágios Vartholomaíos ligger 670 meter över havet och antalet invånare är 172.
Terrängen runt Ágios Vartholomaíos är kuperad åt sydost, men åt nordväst är den platt.Runt Ágios Vartholomaíos är det ganska glesbefolkat, med 25 invånare per kvadratkilometer. Närmaste större samhälle är Florina, 10,2 km väster om Ágios Vartholomaíos. Trakten runt Ágios Vartholomaíos består till största delen av jordbruksmark.